# رز مک‌کانل لانگ
رز مک‌کانل لانگ (به انگلیسی: Rose McConnell Long) سناتور سابق عضو حزب دموکرات ایالات متحده آمریکا بود. وی در سال ۱۹۳۶ تا ۱۹۳۷ میلادی سناتور ایالت لوئیزیانا در سنای ایالات متحده آمریکا بود.